# Germano Zaccheo
Germano Zaccheo (Cannobio, 16 agosto 1934 – Fátima, 20 novembre 2007) è stato un vescovo cattolico italiano.

## Biografia
Nacque a Cannobio, allora in provincia e diocesi di Novara, il 16 agosto 1934.

### Ministero sacerdotale
Il 29 giugno 1958 è stato ordinato presbitero dall'arcivescovo Gilla Vincenzo Gremigni, vescovo di Novara. Dopo l'ordinazione è stato coadiutore a Villadossola, rettore del seminario diocesano di Novara dal 1969, vicario episcopale per i laici, dal 1974. Giornalista, è stato condirettore del settimanale diocesano novarese L'Azione (e delle sue testate locali collegate) dagli anni '70.
Nel 1987 è stato nominato vicario generale della diocesi di Novara. Nei primi anni novanta, dopo il XX Sinodo diocesano, ha promosso una serie di manifestazioni culturali tra cui: una a livello internazionale dedicate al tema-simbolo del "Sagrato, luogo d'incontro tra Chiesa e Società", un'altra in ricordo del vescovo Carlo Bascapè "sulle orme di san Carlo" e infine quella annuale intitolata "Passio. Cultura e arte intorno al mistero pasquale".

### Ministero episcopale

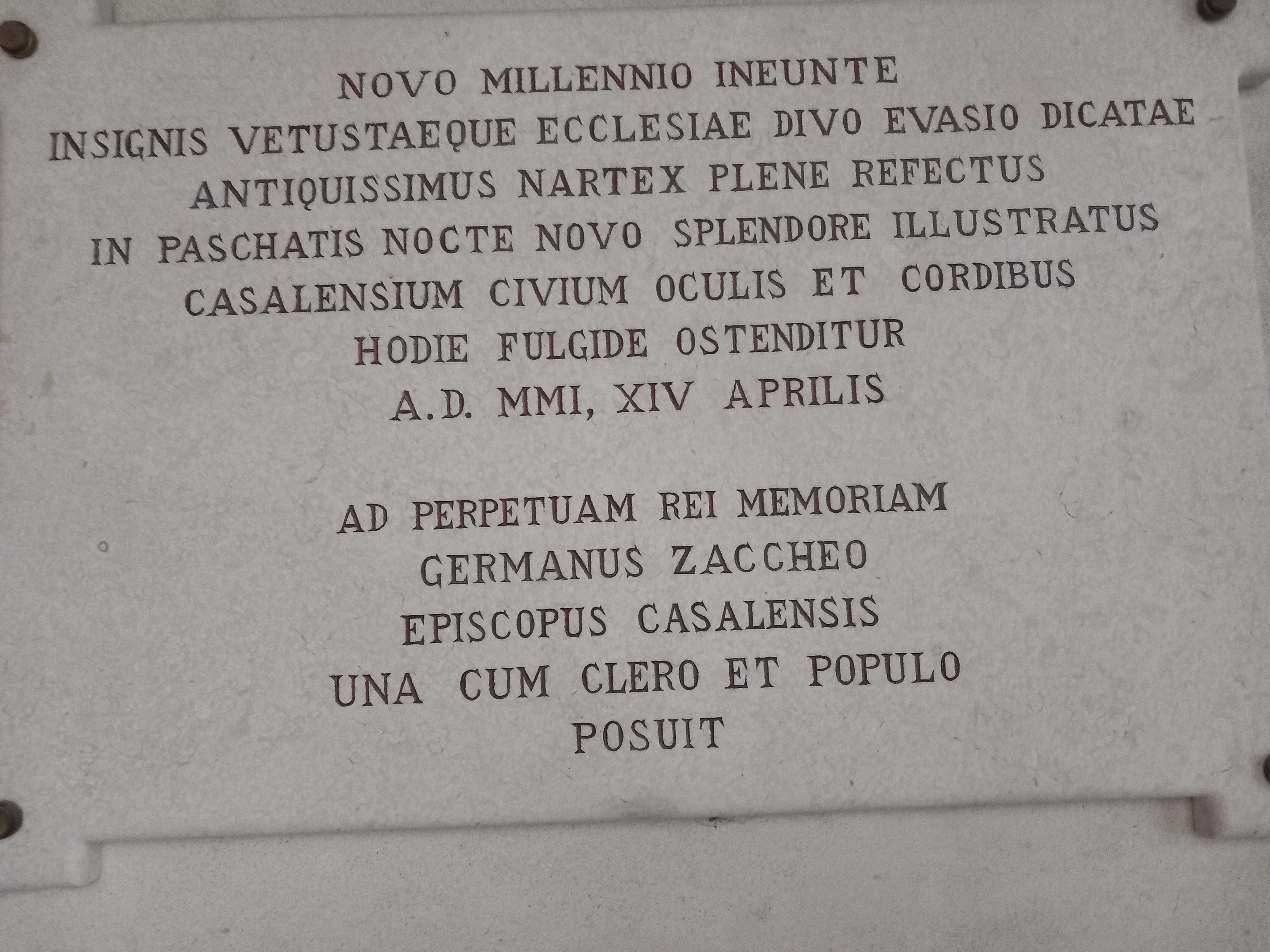
Lapide in latino all'interno del duomo di Sant'Evasio a Casale Monferrato

Il 3 giugno 1995 papa Giovanni Paolo II lo ha nominato vescovo di Casale Monferrato; è succeduto a Carlo Cavalla, dimessosi per raggiunti limiti di età. Il 16 settembre seguente ha ricevuto l'ordinazione episcopale, nella cattedrale di Novara, dal vescovo di Novara Renato Corti, co-consacranti i vescovi Aldo Del Monte e Carlo Cavalla. Il 24 settembre ha preso possesso della diocesi casalese.
Durante il periodo del suo episcopato in Casale Monferrato ha effettuato due visite pastorali mentre era in corso dal 2005 la terza. Ha ripensato l'organigramma pastorale istituendo un centro diocesano che facesse da coordinamento dell'attività delle aree pastorali. Il suo episcopato si è incentrato anche su alcuni eventi significativi: l'anno giubilare del 2000, l'anno Evasiano (2003) per il VI centenario del ritorno delle reliquie di Sant'Evasio, la ristrutturazione della cattedrale e il recupero delle tracce medioevali dell'atrio (o nartece). Nel 2007, poco prima di morire, aveva concluso l'anno dei festeggiamenti per il IX centenario della fondazione del duomo da parte di papa Pasquale II, nel segno della fede, dell'arte, della cultura, della storia e della tradizione (con emissione di medaglia commemorativa e del relativo francobollo da parte delle Poste italiane).
Durante l'episcopato ha sviluppato anche una forte promozione culturale; da appassionato di arte ha favorito ogni forma ed evento artistico e culturale: dai convegni su Sant'Evasio, sul duomo, sul Medioevo a spettacoli teatrali, da concerti (in occasione dei 900 anni del duomo sono stati composti appositamente una Missa Sancti Evasii e testi musicali dedicati appositamente ad alcuni spazi del tempio) ad una lunga serie di serate di cultura, da mostre a forme di scultura (in particolare con le opere che compongono il battistero nel nartece della cattedrale). Con lui è iniziata l'organizzazione di quello che diventerà il museo diocesano (sacrestia aperta, i mosaici evidenziati nel deambulatorio, e inizio dei lavori per consentire la visita ai sottotetti della cattedrale che conservano presenze medievali); si è anche stipulata convenzione con gli altri musei del territorio per una visita con unico biglietto. Importanti sono stati i convegni su Chiesa, città e Chiesa, città e cultura; inoltre importanti gli incontri per riflettere sul mondo del lavoro e la ripresa della messa pasquale all'interno di aziende per incontrare e dialogare con il mondo della produzione e del lavoro. Buoni erano i rapporti stabiliti con la Comunità ebraica di Casale Monferrato (ad esempio la partecipazione alla Festa di Hanukkah).
Ha dato vita a Giovani 2000, coordinamento per la pastorale giovanile e con i giovani ha partecipato alle giornate mondiali della gioventù e a pellegrinaggi a Lourdes, Santiago di Compostela, Loreto; ha contribuito, con i vescovi di Alessandria, Asti, Acqui, e Tortona, a dar vita al Seminario interdiocesano in località Betania di Valmadonna.
Sono iniziate, con il suo sostegno e la sua partecipazione le fiaccolate diocesane a Crea, ripetute annualmente. Sono da segnalare anche le gite-pellegrinaggio fatte negli anni novanta a Stresa al Centro Internazionale di Studi Rosminiani, al Sacro Monte di Domodossola, a Milano per ricordare l'azione di sant'Ambrogio, a Novara e poi i tanti pellegrinaggi e le visite ai missionari in Argentina, Benin e Togo. Fu inoltre sempre legato al suo paese natale, Cannobio, che era meta di sue numerose visite, specie per la celebrazione della Festa della Santissima Pietà (7-8 gennaio).
Presso la Conferenza Episcopale Italiana è stato membro della commissione episcopale per i problemi sociali e il lavoro, la giustizia e la pace; presidente del Comitato per la promozione del sostegno economico alla Chiesa cattolica e, fino al 2005, ha fatto parte della commissione episcopale per la cultura e le comunicazioni sociali. Nella Conferenza episcopale piemontese era delegato per l'arte sacra e la cultura.
Il 18 novembre 2007 ha partecipato alla beatificazione, avvenuta nel palazzetto dello sport di Novara, del venerabile Antonio Rosmini, personalità a lui molto cara, per la quale si era impegnato nella promozione della complessa causa di beatificazione.
È morto la sera del 20 novembre 2007, all'età di 73 anni, durante un pellegrinaggio a Fátima, a causa di aneurisma aortico. Dopo le esequie, celebrate il 26 novembre nella cattedrale di Casale Monferrato dal cardinale Severino Poletto, arcivescovo di Torino, è stato sepolto nella cripta dello stesso edificio.

## Genealogia episcopale
La genealogia episcopale è:
- Cardinale Scipione Rebiba
- Cardinale Giulio Antonio Santori
- Cardinale Girolamo Bernerio, O.P.
- Arcivescovo Galeazzo Sanvitale
- Cardinale Ludovico Ludovisi
- Cardinale Luigi Caetani
- Cardinale Ulderico Carpegna
- Cardinale Paluzzo Paluzzi Altieri degli Albertoni
- Papa Benedetto XIII
- Papa Benedetto XIV
- Papa Clemente XIII
- Cardinale Enrico Benedetto Stuart
- Papa Leone XII
- Cardinale Chiarissimo Falconieri Mellini
- Cardinale Camillo Di Pietro
- Cardinale Mieczysław Halka Ledóchowski
- Cardinale Jan Maurycy Paweł Puzyna de Kosielsko
- Arcivescovo Józef Bilczewski
- Arcivescovo Bolesław Twardowski
- Arcivescovo Eugeniusz Baziak
- Papa Giovanni Paolo II
- Cardinale Carlo Maria Martini, S.I.
- Cardinale Renato Corti
- Vescovo Germano Zaccheo

## Opere
- Germano Zaccheo, Approdi. Itinerario poetico e spirituale lungo le rive del lago Maggiore, Interlinea, 1994, ISBN 88-86121-39-3.
- Germano Zaccheo, Carlo Carena e Romano Broggini, Via crucis: Mauro Maulini, Ivo Soldini, Interlinea, 1994, ISBN 88-86121-47-4.
- Germano Zaccheo, Segni. Chiesa, comunicazione e cultura, Interlinea, 1995, ISBN 88-86121-87-3.
- Germano Zaccheo e Claudio Bernardi, I lümineri. La festa della pietà di Cannobio, Interlinea, 1995, ISBN 88-86121-96-2.
- Germano Zaccheo, La roccia del mio cuore è Dio, Centro Volontari Sofferenza, 2005, ISBN 88-8407-037-6.
- Germano Zaccheo, Piccolo libro per Avvento e Natale, 2007.
- Germano Zaccheo, Tutto è grazia. Tra memoria, bellezza e fede. Una raccolta di scritti, a cura di Roberto Cicala e Dorino Tuniz, Interlinea, 2008.[3]

### Lettere pastorali
- Oltre la Porta (per la conclusione del Grande Giubileo del 2000)
- Un volto, un nome, una speranza (2001-2002)
- La nostra Chiesa è la Chiesa dei Santi (per l'Anno Evasiano, 2002-2003)
- Ecce Mater Tua (2003-2004)
- La nostra Chiesa in mezzo alla Città (2004-2007)
- Chiesa fra la gente (dopo il Convegno ecclesiale di Verona, 2006)
- Maria ci precede (per l'anno mariano-vocazionale, 8 dicembre 2007-8 settembre 2008)